# Maserati 250S

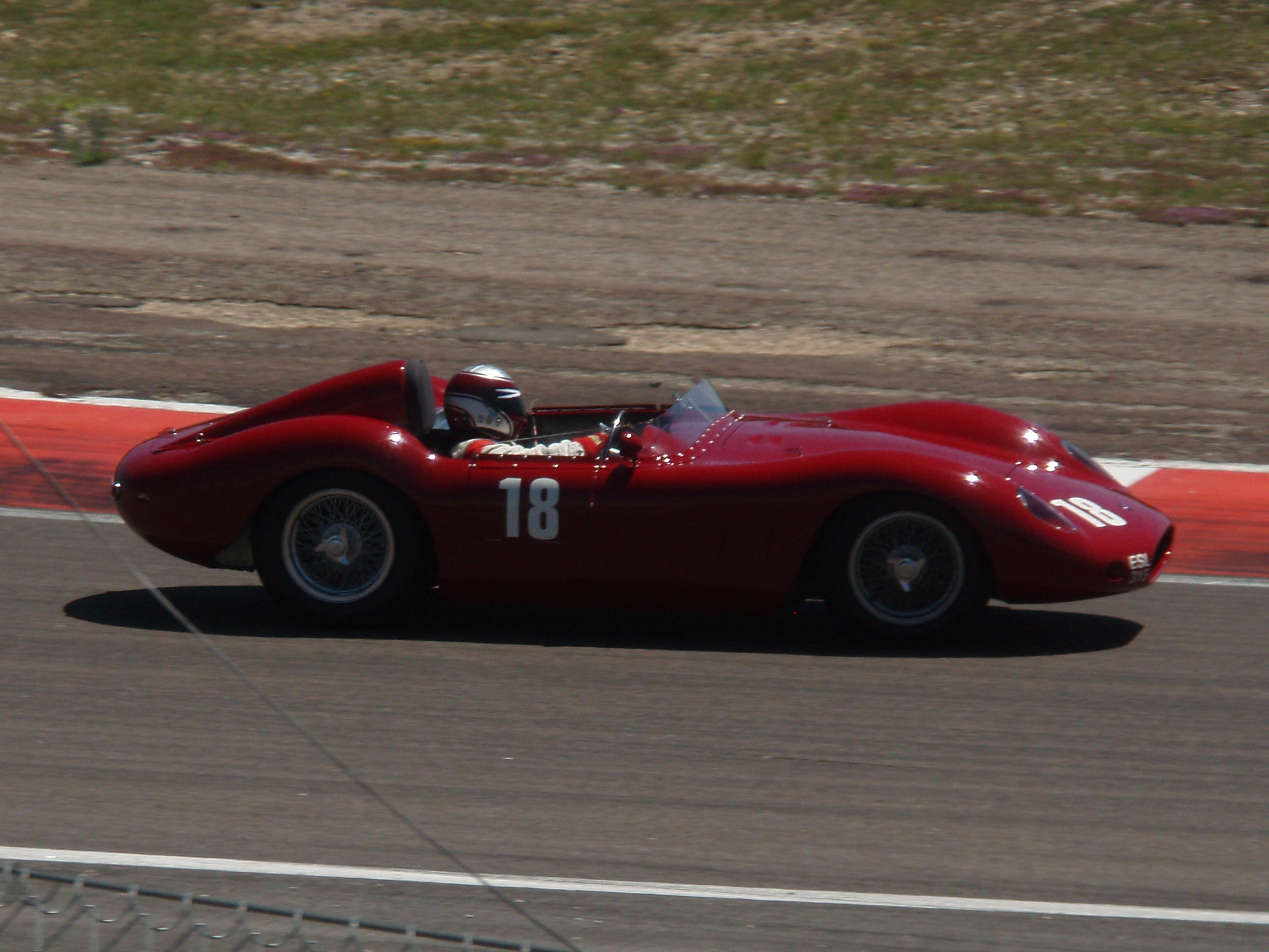
Maserati 250S

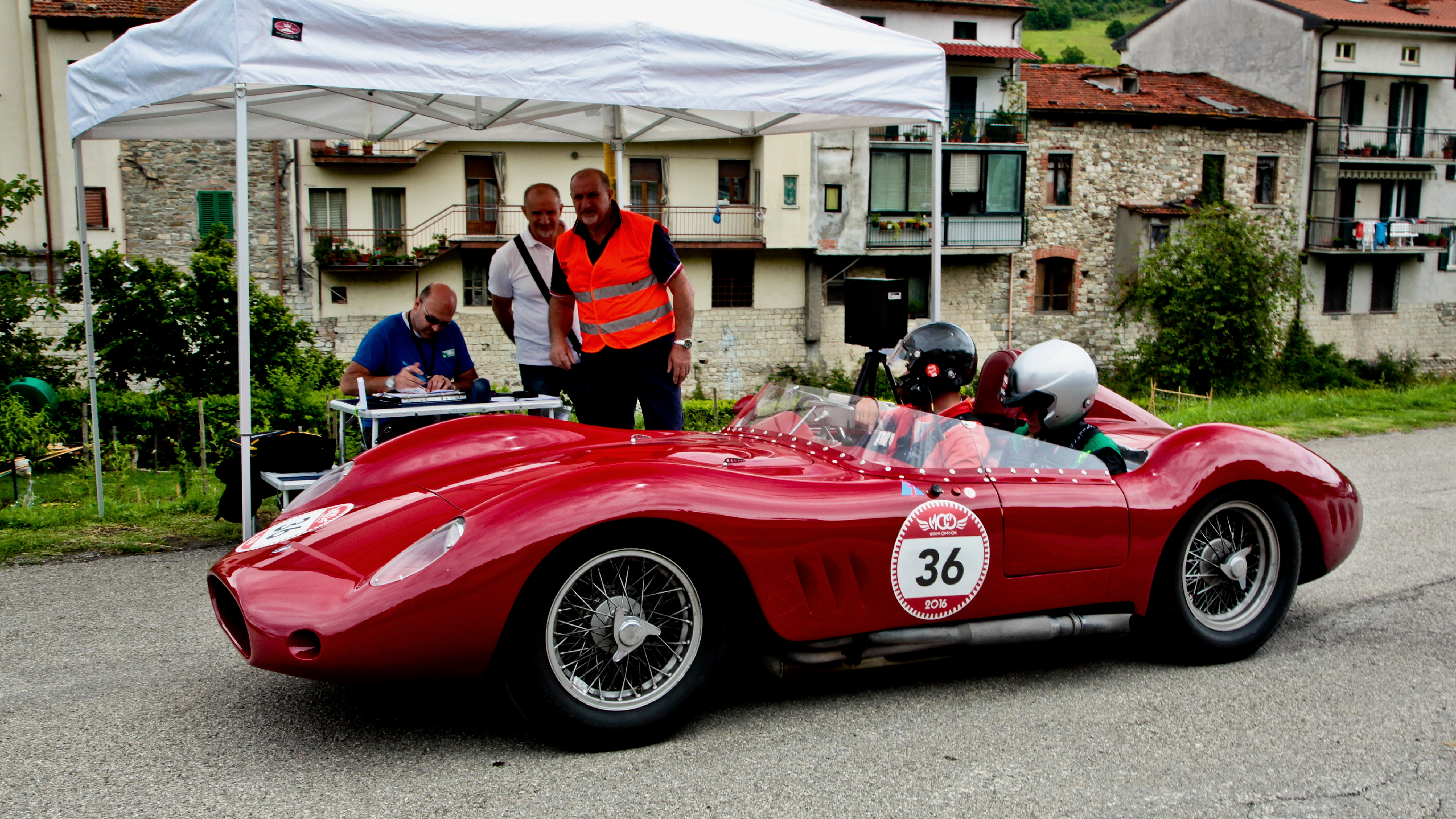
Maserati 250S mit Fantuzzi-Karosserie, Fahrgestellnummer 2432

Der Maserati 250S, auch Maserati 250 Sport, war ein Sportwagen-Prototyp, der 1957 bei Maserati entwickelt wurde.

## Entwicklungsgeschichte und Technik
Der 250S war der Versuch der Techniker von Maserati, dem 200S zu mehr Leistung zu verhelfen. Zu diesem Zweck wurde der 2-Liter-4-Zylinder-Reihenmotor durch die Vergrößerung von Bohrung und Hub auf 96 × 86 mm auf 2,5-Liter-Hubraum gebracht. Neben dem Aufbohren wurde eine neue Kurbelwelle entworfen, um den größeren Kolbenhub zu erreichen. Das Ergebnis der Hubraumvergrößerung war jedoch ernüchternd, denn der Motor leistete nur 6 PS mehr als das 2-Liter-Aggregat. Er hatte zwei Ventile pro Zylinder mit DOHC-Steuerung beziehungsweise zwei obenliegenden Nockenwellen. Je nach Quelle leistete er 198 PS bei 7800/min oder 235 PS bei 7000/min. Die Antriebskraft wurde über ein Fünfganggetriebe an die Hinterräder übertragen.
Das Chassis und die Fahrwerkstechnik wurden von der 200S-Rennversion, dem 200SI, übernommen, sodass diese beiden Maserati-Modelle äußerlich nicht zu unterscheiden sind. Vier 200SI-Fahrgestelle wurden auf diesem Weg zu 250S. Die Karosserie war aus Aluminiumblechen auf einem Rohrrahmen aufgebaut. Vorn hatte der 250S Einzelradaufhängung an Doppelquerlenkern mit Schraubenfedern; hinten war es eine De-Dion-Achse mit querliegender, halbelliptischer Blattfeder.
Die Angaben der Maße sind in den zur Verfügung stehenden Quellen unterschiedlich. Es werden eine Länge von 3900 sowie 4100 mm und ein Radstand von 2150 sowie 2200 mm genannt. Die Breite betrug 1450 oder 1500 mm. Das Leergewicht lag bei etwa 650–660 kg. Die Höchstgeschwindigkeit betrug 260–270 km/h.

## Renngeschichte
Gefahren wurden die 250S bei Sportwagenrennen sowohl in Europa als auch in den Vereinigten Staaten von Amerika. Überraschenderweise finden sich in den Melde- und Startlisten des 24-Stunden-Rennens von Le Mans 1954 und des 1000-km-Rennens von Monza desselben Jahres 250S. Für den 250S in Le Mans wird ein 2,9-Liter-6-Zylinder-Reihenmotor als Aggregat angegeben. In Monza soll es der 2,5-Liter-4-Zylinder-Reihenmotor gewesen sein. Da diese Angaben im Widerspruch zu anderen Quellen stehen, lässt sich nicht zweifelsfrei klären, um welche Maserati-Modelle es sich hierbei handelte. Ähnliches gilt für die 250S bei den Großen Preise von Agadir und Senegal 1956.
Nachgewiesen sind die Rennstarts zwischen 1957 und 1964. Beim 12-Stunden-Rennen von Sebring 1957 gingen Roy Salvadori und Carroll Shelby im Werks-250S an den Start. Das Team wurde nach 68 Runden wegen illegalen Nachtankens disqualifiziert. Die erste Zielankunft gab es 1957 bei der Nassau Trophy, wo Stephen Spitler Platz 21 belegte. Den ersten Sieg feierte ein Jahr später Jim Hall bei einem Sportwagenrennen in Eagle Mountain.
Neben diesem Erfolg gab es noch einen zweiten Rennsieg mit dem 250S, eingefahren bei einem wenig bedeutenden Rennen in den USA.